# Гироккин (спутник)
Гироккин (англ. Hyrrokkin) — нерегулярный спутник планеты Сатурн с обратным орбитальным обращением.
Названа именем Гироккин, великанши из германо-скандинавской мифологии.
Также обозначается как Сатурн XLIV.

## История открытия
Гироккин была открыта в серии наблюдений, начиная с 12 декабря 2004 года.
Сообщение об открытии сделано 30 июня 2006 года.
Спутник получил временное обозначение S/2004 S 19.
Собственное название было присвоено 5 апреля 2007 года.
31 июля 2007 года название было исправлено.